# Justus Dahinden
Justus Dahinden (Zurigo, 18 maggio 1925 – Zurigo, 11 aprile 2020) è stato un architetto svizzero.

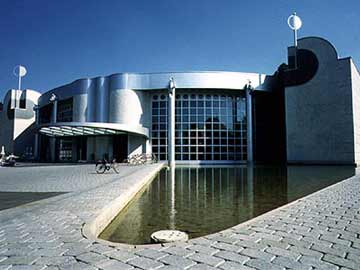
Justus Dahinden: Migros OM Supermarket, Bern-Ostermundigen (1987)

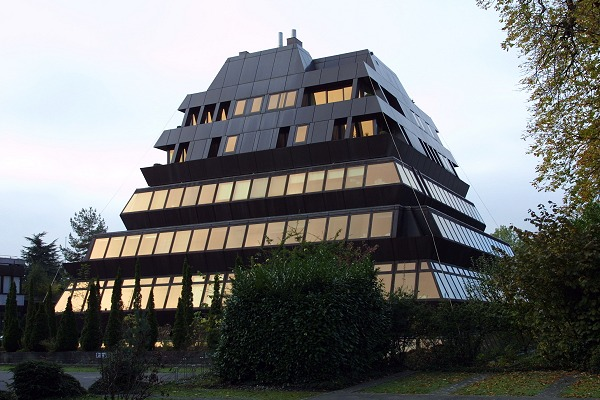
Justus Dahinden: Ferrohaus, Zurigo (1970)

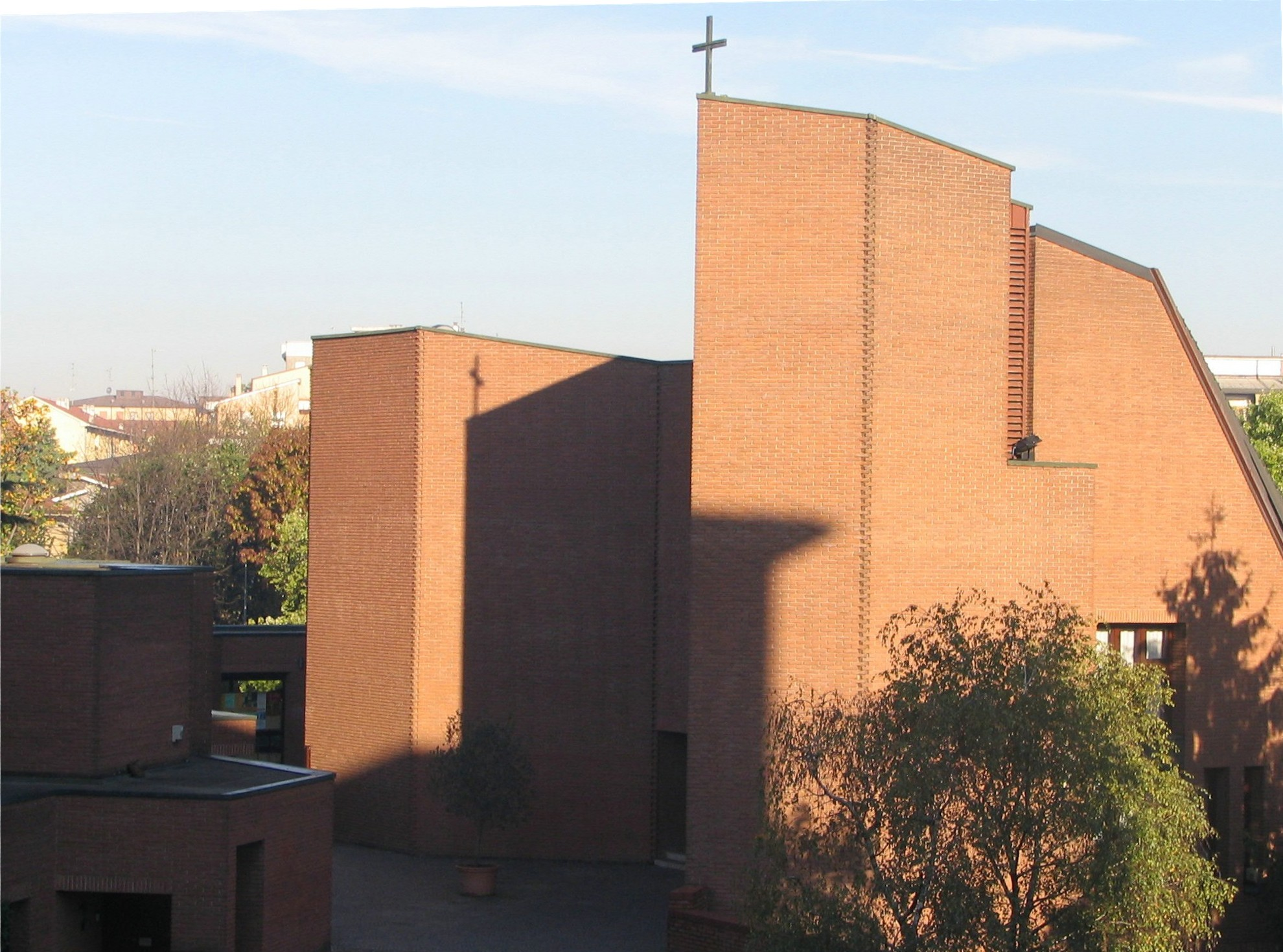
Justus Dahinden: Chiesa di San Giuseppe, Monza (1976)

Justus Dahinden, figlio del pioniere dello sci svizzero, scrittore e cineasta Josef Dahinden, studiò architettura presso l'Istituto Federale Svizzero di Tecnologia di Zurigo dal 1945 al 1949, come Max Frisch, Alberto Camenzind e Hans Hofmann all'epoca. Dal 1949 al 1952 fu assistente alla cattedra di William Dunkel, grazie al quale trovò lavoro  dopo aver completato gli studi. Nel 1955 Dahinden aprì il suo studio a Zurigo. Nel 1956 ricevette il dottorato per la sua posizione sull'architettura contemporanea all'ETH. Nel 1974 fu nominato professore di interior design e design presso l'Università della Tecnologia di Vienna. Divenne anche membro del consiglio di amministrazione dell'Institute for Interior Design and Design dell'Università di Tecnologia di Vienna.
Nel 1985 divenne professore honoris causa della Facoltà di architettura e sviluppo urbano dell'Università di Buenos Aires, la FAU - Facultad de Arquitectura y Urbanismo, Universidad de Buenos Aires. Nel 1989 ottenne invece la laurea ad honorem dalla "Scuola de Altos Estudios del CAYC", Centro de Arte y Comunicazione (CAYC) di Buenos Aires. Conseguì due dottorati onorari: il primo all'Università tecnica georgiana di Tbilisi (1995) e l'altro all'Università tecnica slovacca a Bratislava (1996).

## Opere architettoniche
- 1964 Villaggio turistico Pro Juventute 'Bosco della Bella', Fornasette, Comune di Monteggio (Ticino, Svizzera)
- 1964-1965 Chiesa cattolica Herz Jesu a Buchs SG, Schweiz
- 1969 Villaggio Trigon nella Valle del Dolder, Zurigo, Svizzera
- 1969 Ristorante nel Swiss Center, Londra
- 1970-2005 più di 30 chiese in Africa,Germania, Italia, Taiwan e Svizzera.
- 1970 Chiesa parrocchiale S.Antonio a Wildegg, Svizzera
- 1972 Cattedrale Mityana Mityana Pilgrims' Shrine a Mityana, Uganda
- 1973 Cattedrale The Uganda Martyrs Namugongo Shrine a Namugongo, Uganda[2]
- 1970 Ferrohaus Zürich (oggi: Clinica Pyramide al lago, Zurigo)[3] [4]
- 1971 Ristoranteest Tantris a Monaco, Baviera, Germania[5] [6]
- 1973 Schwabylon a Monaco, Baviera, Germania [7]
- 1974 Parrocchia San Nicola di Flüh / Centro multiuso - Chiesa a Spiez (BE, Svizzera) (dal 1994 monumento protetto)
- 1976 La chiesa di San Giuseppe in Monza, Italien
- 1980 Villaggio di vacanze Twannberg, Svizzera (Grand Prix d'Architecture 1981)
- 1982 Stierenhaus a Witikon, Svizzera(Le sculture sono opere dell'artista Bruno Weber
- 1983 Parkhotel Bad Mergentheim, Germania
- 1984 Freizeitzentrum Tel Aviv, Israele
- 1984 Biblioteca dell'università tecnica di Vienna (in collaborazione con Gieselmann, Marchart, Moebius+Partner)
- 1985 Kettenhaussiedlung „Gass“ a Gaggenau, Germania (in collaborazione con Guido Krucker)
- 1987 Migros OM Zentrum Ostermundigen, Svizzera (in collaborazione con Ivo Dahinden, Christoph Wagener)
- 1987 Gymnasium Derksen a Monaco, Baviera,(in collaborazione con Guido Krucker, Christoph Wagener)
- 1989 Pier Pile Project New York, USA (in collaborazione con Christoph Wagener)
- 1992 Chiesa parrocchiale San Maximilian Kolbe a Varese, Italia (in collaborazione con Ihab Morgan)
- 2002 Basilika a St. Petersburg, Russia (in collaborazione con Rudolf Plech)
- 2003 Chiesa San Francesco con Convento dei Minoriti, Bratislava (in collaborazione con STUDIO FOR); Nominato per il premio Mies van der Rohe Award for European Architecture 2003[8] [8] [9]
- 2005 Binzmühle in Zurigo, Svizzera (in collaborazione con Ivo Dahinden)
- 2005 „aquabasilea“ (Erlebniswelt Raurica Nova), Svizzera (in collaborazione con Ivo Dahinden)[10]
- 2007 Ristrutturazione del Grand Hotel Kronenhof a Pontresina (in collaborazione con Ivo Dahinden)

## Premi
- 1981 Grand Prix d'Architecture 1981, CEA Cercle d'Ètudes Architecturales, Paris
- 1981 INTERARCH 81, World Triennial of Architecture, Sofia, Medal and Prize of the City of Nates for Habitat in Iran
- 1983 INTERARCH 83,World Triennial of Architecture, Competition HUMA 2000, Sofia, Medal and Prize of the National Committee of Peace of Bulgaria for the Project "Stadthügel" ("Urban Mound")
- 1985 INTERARCH 85, World Triennial of Architecture, Sofia, Award for competition of projects and realizations, personal work
- 1989 INTERARCH 89, World Triennial of Architecture, Sofia, Award for the Biography "Justus Dahinden-Architektur-Architecture"